# Zisterzienserinnenabtei Colen
Die Zisterzienserinnenabtei Colen (auch: Kolen oder Marienlof) war von 1822 bis 2020 ein belgisches Kloster der Zisterzienserinnen in Kerniel bei Borgloon, Gemeinde Tongeren-Borgloon, Provinz Limburg (Belgien), Bistum Hasselt.

## Geschichte
Der Orden vom Heiligen Kreuz besiedelte von 1432 bis 1797 nordwestlich Lüttich bei Borgloon das von Maria van Colen gegründete Kloster Mariënlof (“Marienlob”). 1822 kauften Maximilienne Guillaume, die letzte Nonne des Zisterzienserinnenklosters Wauthier-Braine (eingetreten 1791), die sich 1815 dem Kloster Soleilmont angeschlossen hatte, und Jérôme Minsart, der letzte Mönch des Zisterzienserklosters Boneffe, gemeinsam das Anwesen. Sie gründeten eine Zisterzienserinnengemeinschaft, die (wie schon in Soleilmont) eine Schule für Armenkinder unterhielt. Nach dem Tod von Minsart (inzwischen Pfarrer in Namur) wurde das Kloster ab 1837 von der Zisterzienserabtei Bornem (unter Abt Robertus van Ommeren) betreut. Die Gründerin starb am 2. September 1845. 1968 wurde das Kloster offiziell in den Zisterzienserorden inkorporiert und 1990 zur Abtei erhoben.
Am 13. Juli 2020 haben die letzten drei Schwestern, sie waren alle über 80 Jahre alt, das Kloster aufgelöst, nachdem es bereits ab 23. September 2019 dem deutschen Zisterzienserinnen-Kloster Helfta affiliiert wurde.
Das Kloster, in dem von 1764 bis 1777 der Künstler Martin Aubée (1729–1806) wirkte, besitzt erhebliche Kunstschätze, unter anderem den Schrein der Odilia von Köln, den Betstuhl der heiligen Lutgard von Tongern und ein Chorgestühl im Lütticher Stil aus der zweiten Hälfte des 18. Jahrhunderts.